# Francia en la Copa Mundial de Rugby de 1987

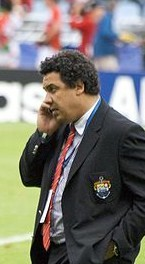
Serge Blanco fue el símbolo del equipo.

Les Bleus fueron uno de los 16 países invitados a participar de la Copa Mundial de Rugby de 1987, la primera edición de la Copa del Mundo y que se realizó principalmente en Nueva Zelanda.
Francia llegó al mundial como la nación europea más fuerte, pero no era candidata al título y no se pronosticaba un mejor resultado más que semifinales. No obstante, los franceses lograron quedar en la historia como la segunda mejor selección de los años 1980.

## Plantel
|                             | Jugador                     | Edad    | Posición      | Tests | Equipo                    |
| --------------------------- | --------------------------- | ------- | ------------- | ----- | ------------------------- |
| Hookers y Pilares           |                             |         |               |       |                           |
|                             | Louis Armary                | 23 años | Pilar         | 0     | FC Lourdes                |
|                             | Philippe Dintrans           | 30 años | Hooker        | 42    | Tarbes Pyrénées           |
| 2                           | Daniel Dubroca              | 33 años | Hooker        | 23    | Sporting Union Agen       |
| 3                           | Jean-Pierre Garuet-Lempirou | 34 años | Pilar         | 26    | FC Lourdes                |
| 1                           | Pascal Ondarts              | 31 años | Pilar         | 5     | Biarritz Olympique        |
|                             | Jean-Louis Tolot            | 30 años | Pilar         | 0     | Sporting Union Agen       |
| Segundas líneas             |                             |         |               |       |                           |
| 5                           | Jean Condom                 | 26 años | Segunda línea | 36    | Biarritz Olympique        |
|                             | Francis Haget               | 37 años | Segunda línea | 38    | Biarritz Olympique        |
| 4                           | Alain Lorieux               | 31 años | Segunda línea | 17    | FC Grenoble               |
| Alas y Octavos              |                             |         |               |       |                           |
|                             | Alain Carminati             | 20 años | Octavo        | 2     | AS Béziers Hérault        |
| 6                           | Éric Champ                  | 25 años | Ala           | 17    | Rugby-Club Toulonnais     |
| 7                           | Dominique Erbani            | 30 años | Ala           | 31    | Sporting Union Agen       |
|                             | Jean-Luc Joinel             | 33 años | Ala           | 50    | Brive-Corrèze             |
| 8                           | Laurent Rodríguez           | 26 años | Octavo        | 29    | ASM Clermont Auvergne     |
| Medios scrums               |                             |         |               |       |                           |
| 9                           | Pierre Berbizier            | 29 años | Medio scrum   | 30    | Sporting Union Agen       |
|                             | Rodolphe Modin              | 28 años | Medio scrum   | 0     | Brive-Corrèze             |
| Aperturas y Centros         |                             |         |               |       |                           |
|                             | Éric Bonneval               | 23 años | Centro        | 16    | Stade Toulousain          |
| 12                          | Denis Charvet               | 25 años | Centro        | 5     | Stade Toulousain          |
|                             | Guy Laporte                 | 34 años | Apertura      | 13    | Sporting Club Graulhetois |
| 10                          | Franck Mesnel               | 25 años | Apertura      | 6     | Racing 92                 |
| 13                          | Philippe Sella              | 25 años | Centro        | 39    | Sporting Union Agen       |
| Fullbacks y Wings           |                             |         |               |       |                           |
|                             | Marc Andrieu                | 27 años | Wing          | 4     | Rugby Club Nîmois         |
| 15                          | Serge Blanco                | 28 años | Fullback      | 43    | Biarritz Olympique        |
| 14                          | Didier Camberabero          | 26 años | Wing          | 5     | AS Béziers Hérault        |
|                             | Patrick Estève              | 28 años | Wing          | 23    | RC Narbonne               |
|                             | Jean-Baptiste Lafond        | 25 años | Fullback      | 9     | Racing 92                 |
| 11                          | Patrice Lagisquet           | 24 años | Wing          | 12    | Aviron Bayonnais          |
| Entrenador: Jacques Fouroux |                             |         |               |       |                           |

## Participación
Francia integró el grupo D con la potencia del XV del Cardo, la entonces complicada Rumania y la débil Zimbabue. Los franceses empataron con Escocia y aplastaron a los otros dos para ganar su zona.

### Fase final
En los cuartos enfrentaron a Fiyi, que había eliminado a los Pumas y destacaban por su rudeza y velocidad. Los franceses lograron batir a los oceánicos con una defensa imprecisa pero efectiva y dos tries de Rodríguez.
| 7 de junio de 1987 | Fiyi                                                         | 16 – 31 (7-15) | Francia                                                                                       | Eden Park, Auckland,                                      |                                                           |
|                    | Tries Qoro Damu Conversión Koroduadua Penales Koroduadua (2) |                | Tries , Rodríguez Lorieux Lagisquet Conversiones (3) Laporte Penales (2) Laporte Drop Laporte | Asistencia: 17.000 espectadores Árbitro(s): Clive Norling | Asistencia: 17.000 espectadores Árbitro(s): Clive Norling |

Las semifinales los cruzó frente a los Wallabies, a quienes debieron enfrentar en Sídney y con Andy McIntyre, Simon Poidevin, Andrew Slack y David Campese en sus filas. El try más famoso de Blanco, les dio la victoria agónicamente en tiempo cumplido.
| 13 de junio de 1987 | Australia                                                                  | 24 – 30 (9-6) | Francia                                                                                   | Concord Oval, Sídney,                                      |                                                            |
|                     | Tries Campese Codey Conversiones Lynagh (2) Penales Lynagh (3) Drop Lynagh | Reporte       | Tries Lorieux Sella Lagisquet Blanco Conversiones (4) Camberabero Penales (2) Camberabero | Asistencia: 17.768 espectadores Árbitro(s): Brian Anderson | Asistencia: 17.768 espectadores Árbitro(s): Brian Anderson |

### Final
La primera final los vio disputarse el título contra los anfitriones All Blacks, integrados por Sean Fitzpatrick, Wayne Shelford, Grant Fox y John Kirwan. Fue notable que Les Bleus jugaron muy nerviosos debido a la presión, mientras pudo apreciarse una fría calma en los serenos neozelandeses, que los kiwis aprovecharon todos los errores europeos para marcar y ganaron el título.
| 20 de junio de 1987 | Nueva Zelanda                                                   | 29 – 9 (9-0) | Francia                                                | Eden Park, Auckland,                                         |                                                              |
|                     | Tries Jones Kirk Kirwan Conversión Fox Penales Fox (4) Drop Fox | Reporte      | Try Berbizier Conversión Camberabero Penal Camberabero | Asistencia: 48.035 espectadores Árbitro(s): Kerry Fitzgerald | Asistencia: 48.035 espectadores Árbitro(s): Kerry Fitzgerald |

## Legado
Destacaron las participaciones de Blanco y Sella, reconocidos como el mejor fullback de la historia y el mejor centro de los años 1980 respectivamente, quienes condujeron al seleccionado más allá de su nivel y lograron ubicarlo como el segundo mejor de la década. Ellos son considerados leyendas de este deporte e integran el World Rugby Salón de la Fama.
El partido contra Australia tenía como claro favorito a los Wallabies, ergo el triunfo de Francia fue una sorpresa mundial y luego del encuentro; los galos cantaron en el campo y lloraron, conmovidos por la asombrosa victoria. Es considerado uno de los mejores de la historia y fue el más importante entre ambos seleccionados hasta la final de Gales 1999, ya en la era del profesionalismo.